# Проценко, Андрей Фёдорович
Андрей Федорович Проценко (11 ноября 1902 года, Нежин — 19 июля 1984 года, Киев) — украинский флейтист, педагог, заслуженный артист УССР (1946), профессор консерватории (1954). Отец украинского историка, архивиста, краеведа Людмилы Проценко.

## Биография
Андрей Федорович Проценко родился 11 ноября 1902 года в городе Нежин. После окончания начальной школы поступил учиться в Нежинскую классическую гимназию. С 1912 года учился на скрипке, c 1918 года учился игре на кларнете, трубе, флейте. В 1927 году закончил Киевскую консерваторию (ныне Национальная музыкальная академия Украины имени П. И. Чайковского) по классу флейты Александра Химиченко.
В 1924—1925 годах работал артистом Киевского оперного театра на колесах, в 1926—1928 годах — артист оркестра Московского Малого театра, в 1928—1934 годах — артист Свердловского театра оперы и балета, в 1934—1956 годах — солист и концертмейстер группы флейт симфонического оркестра Киевского театра оперы и балета имени Тараса Шевченко. С 1926 года — преподаватель Киевской музыкальной школы, с 1927 года — Свердловского музыкального техникума. С 1934 года — преподаватель Киевской консерватории имени П. И. Чайковского (с 1941 года — доцент, с 1954 года — профессор).
С именем Андрея Проценко связано формирование киевской флейтового школы. Андрей Федорович был мастером советской оперно-симфонической оркестровой культуры, представителем исполнительской музыкальной школы академического направления.
За более чем 50 лет творческой и педагогической работы Проценко воспитал ряд исполнителей флейтистов, лауреатов республиканских и всесоюзных конкурсов, педагогов. Среди них Я. Верховинец, Пшеничный, В. Турбовський, М. Вайнтрауб, Г. Гарбар, В. Федченко, С. Савченко, М. Войналович, А. Коган, Я. Басов, П. Шелудченко.

## Память
На здании Национальной музыкальной академии Украины имени П. И. Чайковского установлена мемориальная доска профессору Андрею Федоровичу Проценко.